# Povrtlarstvo
Povrtlarstvo je grana zemljoradnje u okviru ratarstva koja se bavi uzgojem povrtlarskih biljaka. Obuhvaća uzgoj na otkrivenom tlu (oranice) i zaštićenom tlu — staklenici.
Najzastupljenije povrtlarske biljke su kupus, krumpir, luk, krastavac, mrkva, zelena salata, špinat i dr.

## Vanjske poveznice
- Povrćarstvo Hrvatska tehnička enciklopedija, portal hrvatske tehničke baštine. LZMK